# Делмас (местный муниципалитет)
Делмас (Delmas) — местный муниципалитет в районе Нкангала провинции Мпумаланга (ЮАР). Административный центр — Делмас.

## Политика
Муниципальный совет состоит из семнадцати членов, избираемых по смешанной избирательной системе. Девять членов совета избираются голосованием по очереди в девяти округах, а остальные восемь выбираются из партийных списков, так что общее количество представителей партии пропорционально количеству полученных голосов. На выборах 3 августа 2016 года Африканский национальный конгресс (АНК) получил большинство в одиннадцать мест в совете.